# Камерон ван дер Бург
Камерон ван дер Бург (афр. Cameron van der Burgh; рођен 25. маја 1988. у Преторији) је пливач из Јужноафричке Републике.
Рођен је и одрастао у Преторији где је и почео да тренира пливање код Дирка Ланга. Једини је пливач са афричког континента власник светског рекорда у пливању, а да није тренирао у иностранству.
На међународној сцени дебитовао је у Мелбурну 2007. на Светском првенству када је освојио и прву велику медаљу, бронзу на 50 метара прсним стилом. У априлу 2009. на националном првенству које је било изборно за светско првенство поставио је нови светски рекорд на 50 метара прсно на 27,06. На светском првенству у Риму 2009. освојио је злато на 50 метара прсно поправивши властити светски рекорд на 26,67 и бронзу на 100 прсно.
Учествовао је на Летњим олимпијским играма у Пекингу 2008. На Летњим олимпијским играма 2012. у Лондону освојио је златну медаљу на 100 метара прсним стилом уз нови светски рекорд од 58,46 секунди.